# Macrothele decemnotata
Macrothele decemnotata är en spindelart som beskrevs av Simon 1909. Macrothele decemnotata ingår i släktet Macrothele och familjen Hexathelidae.
Artens utbredningsområde är Vietnam. Inga underarter finns listade i Catalogue of Life.